# Bilzen

## Politik

### Stadtrat
- Vooruit: 1
- Groen: 1
- VLD: 10
- CD&V – VU: 12
- N-VA: 3
- VB: 4

Nach der Wahl wurde eine GroKo aus CD&V – VU und OpenVLD eingegangen. Zusammen kommen sie mit 22 der 31 Sitze auf eine 2/3 Mehrheit.
- Vooruit: 9
- Vooruit – Gr: 12
- Groen: 2
- Rp: 1
- VLD: 36
- CD&V: 5
- CD&V – VU: 45
- VU: 10
- N-VA: 20
- VB: 13

- CD&V – VU: 45
- VLD: 36
- N-VA: 20
- VB: 13
- Vooruit – Gr: 12
- VU: 10
- Vooruit: 9
- CD&V: 5
- Groen: 2
- Rp: 1

Bilzen (limburgisch Bilze) ist eine ehemalige belgische Gemeinde in der Provinz Limburg und Ortsteil der Gemeinde Bilzen-Hoeselt.
Bilzen besteht aus den Ortsteilen Beverst, Bilzen, Eigenbilzen, Grote-Spouwen, Hees, Hoelbeek, Kleine-Spouwen, Martenslinde, Mopertingen, Munsterbilzen, Rijkhoven, Rosmeer und Waltwilder, die 1977 zu einer Gemeinde zusammengefügt wurden.
Der Ort wurde international bekannt durch das Jazz und Rock-Musikfestival Jazz Bilzen, das von 1965 bis 1981 stattfand.
Am 1. Januar 2025 fusionierte die Gemeinde mit der benachbarten Gemeinde Hoeselt zur neuen Gemeinde Bilzen-Hoeselt.

## Söhne und Töchter der Stadt
- Casparis Haanen (1778–1849), Maler, Zeichner und Scherenschneider sowie Kunsthändler
- Christian Muermans (1909–1945), Dehonianer, NS-Opfer
- Alfred Bertrand (1913–1986), Minister (CVP), MdEP und Vorsitzender der EVP-Fraktion
- Frieda Brepoels (* 1955), Politikerin, MdEP, seit 2013 Bürgermeisterin von Bilzen
- Lisa del Bo (* 1961), Sängerin
- Bert Appermont (* 1973), Komponist und Musiker
- Jan-Pieter Martens (* 1974), Fußballspieler und Fußballfunktionär
- Kim Clijsters (* 1983), Tennisspielerin
- Jelle Vossen (* 1989), Fußballspieler
- Roy Jans (* 1990), Radrennfahrer
- Milan Menten (* 1996), Radrennfahrer
- Matte Smets (* 2004), Fußballspieler

## Städtepartnerschaften
- Bilsen, Deutschland, seit 2000

## Sehenswürdigkeiten
- In der Ortschaft Rijkhoven befindet sich das Schloss Alden Biesen, ein ehemaliger Sitz des Deutschritterordens.
- In der Ortschaft Munsterbilzen befinden sich die Reste einer ehemaligen reichsunmittelbaren Abtei.

## Galerie

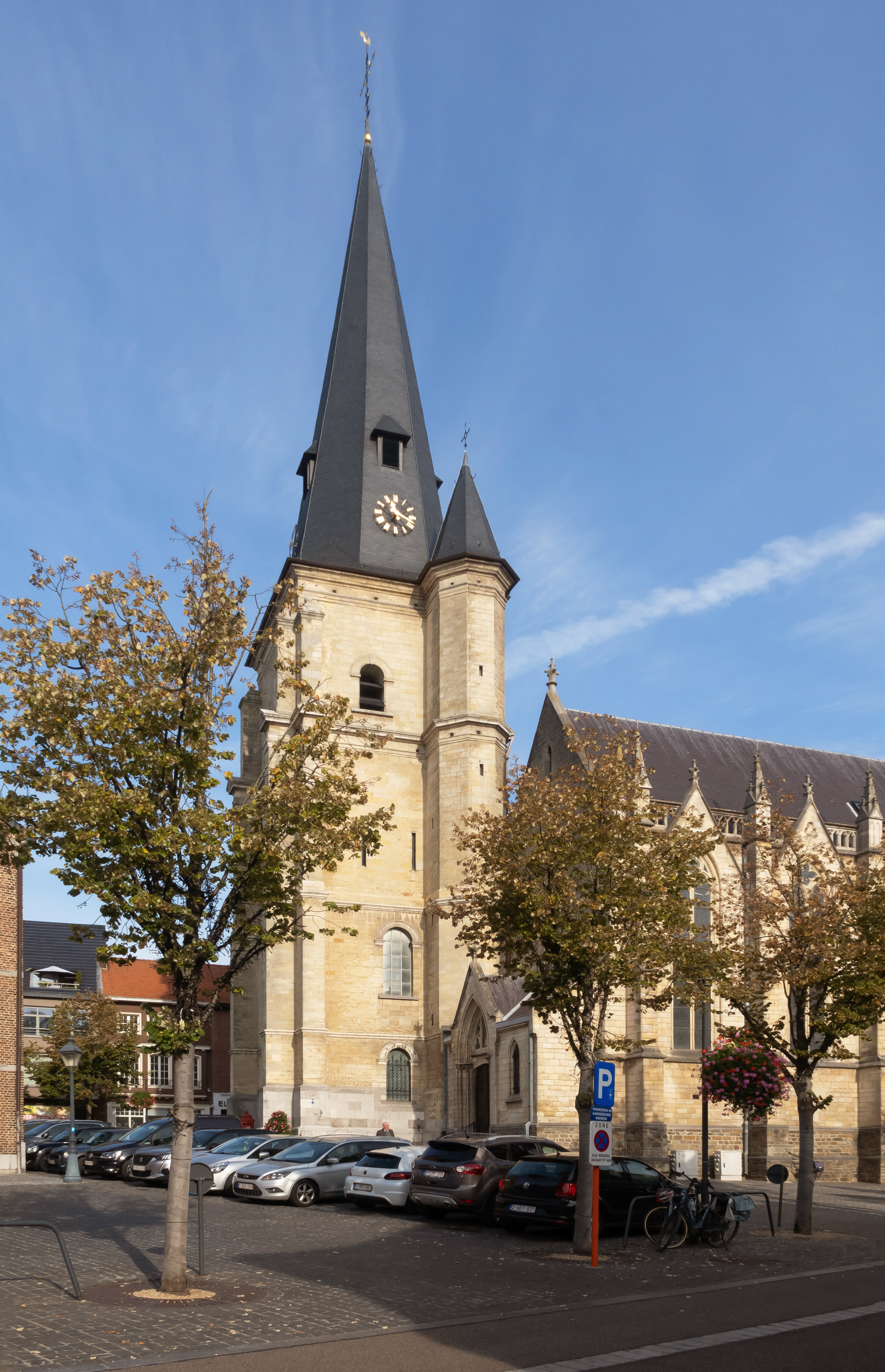
Bilzen, Kirche: Parochiekerk Sint-Mauritius
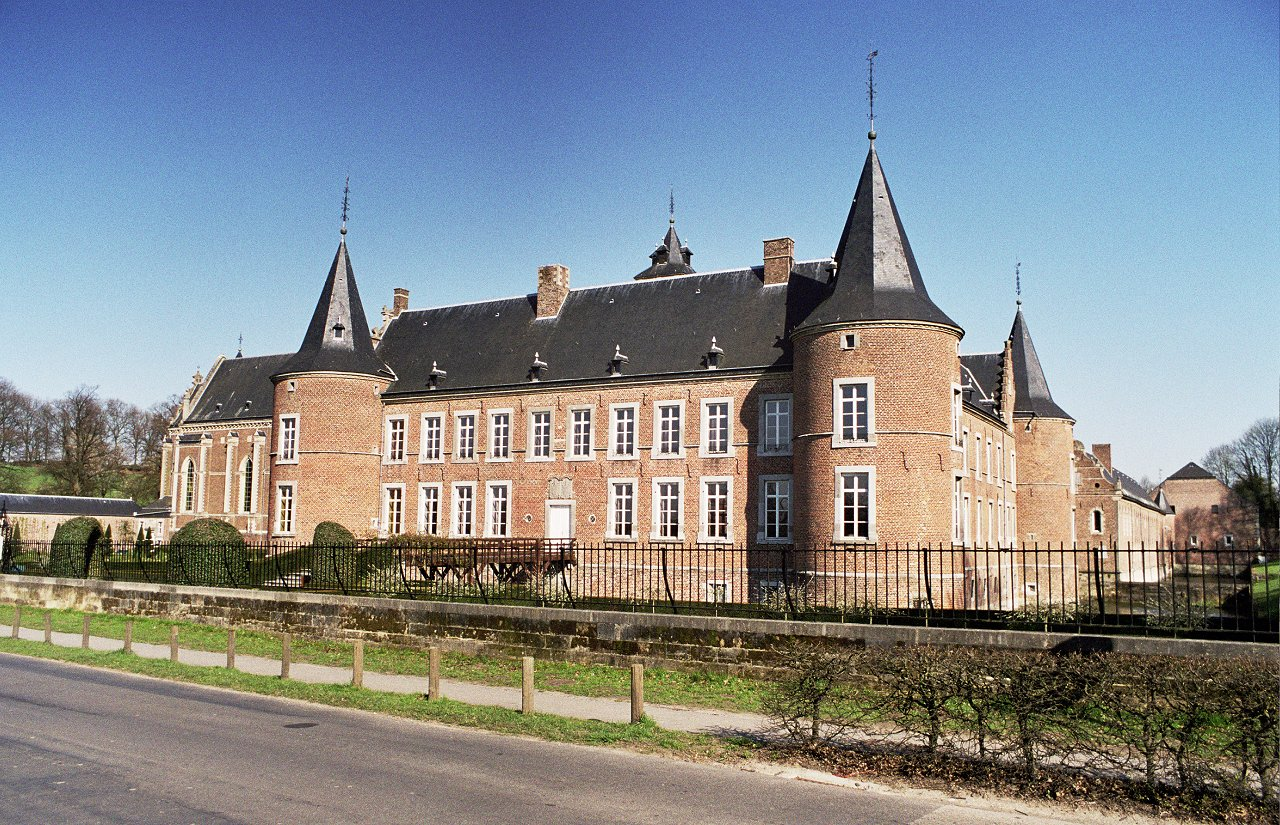
Rijkhoven, Schloss Alden Biesen
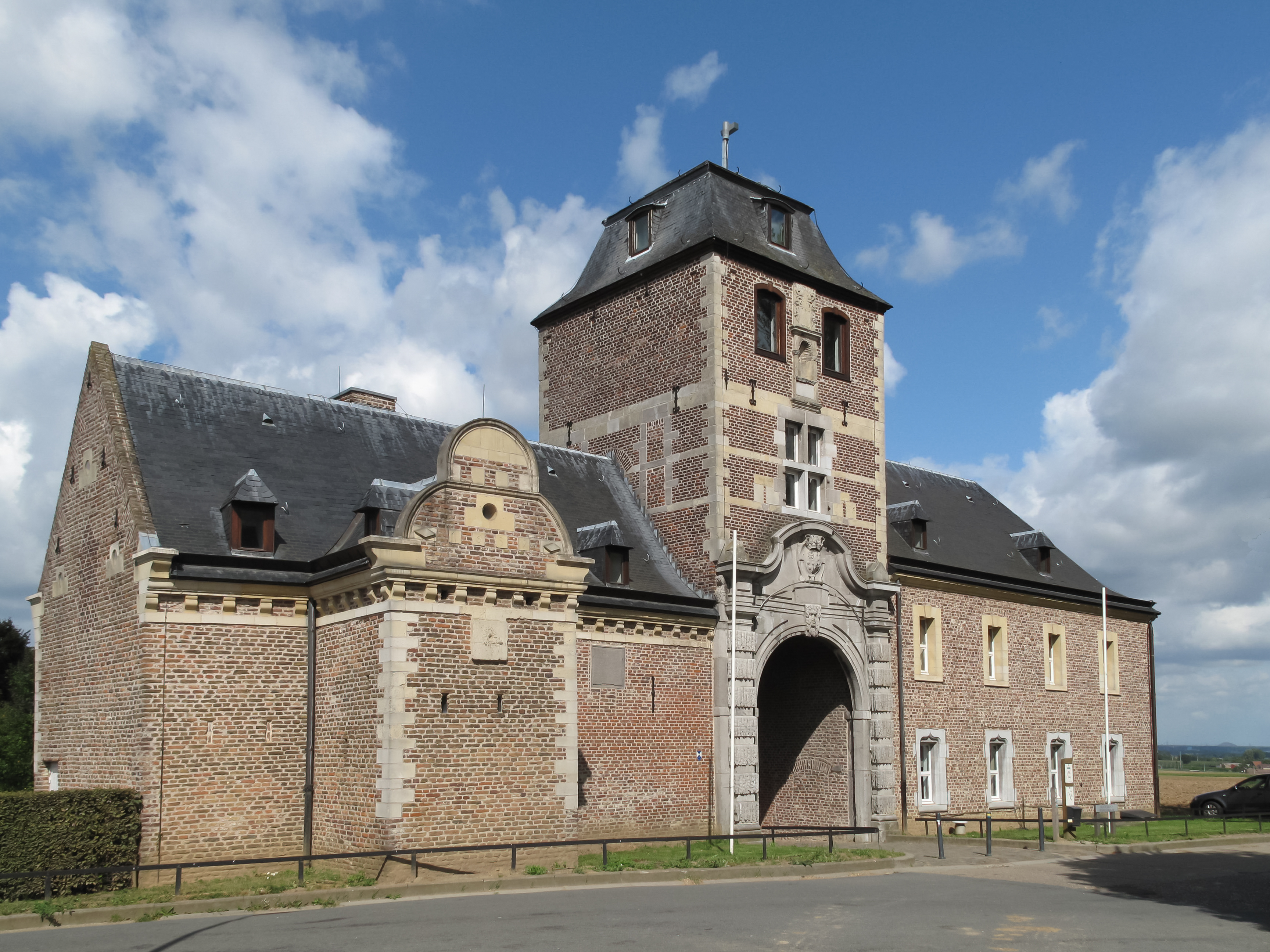
Rijkhoven, Monumentalbau
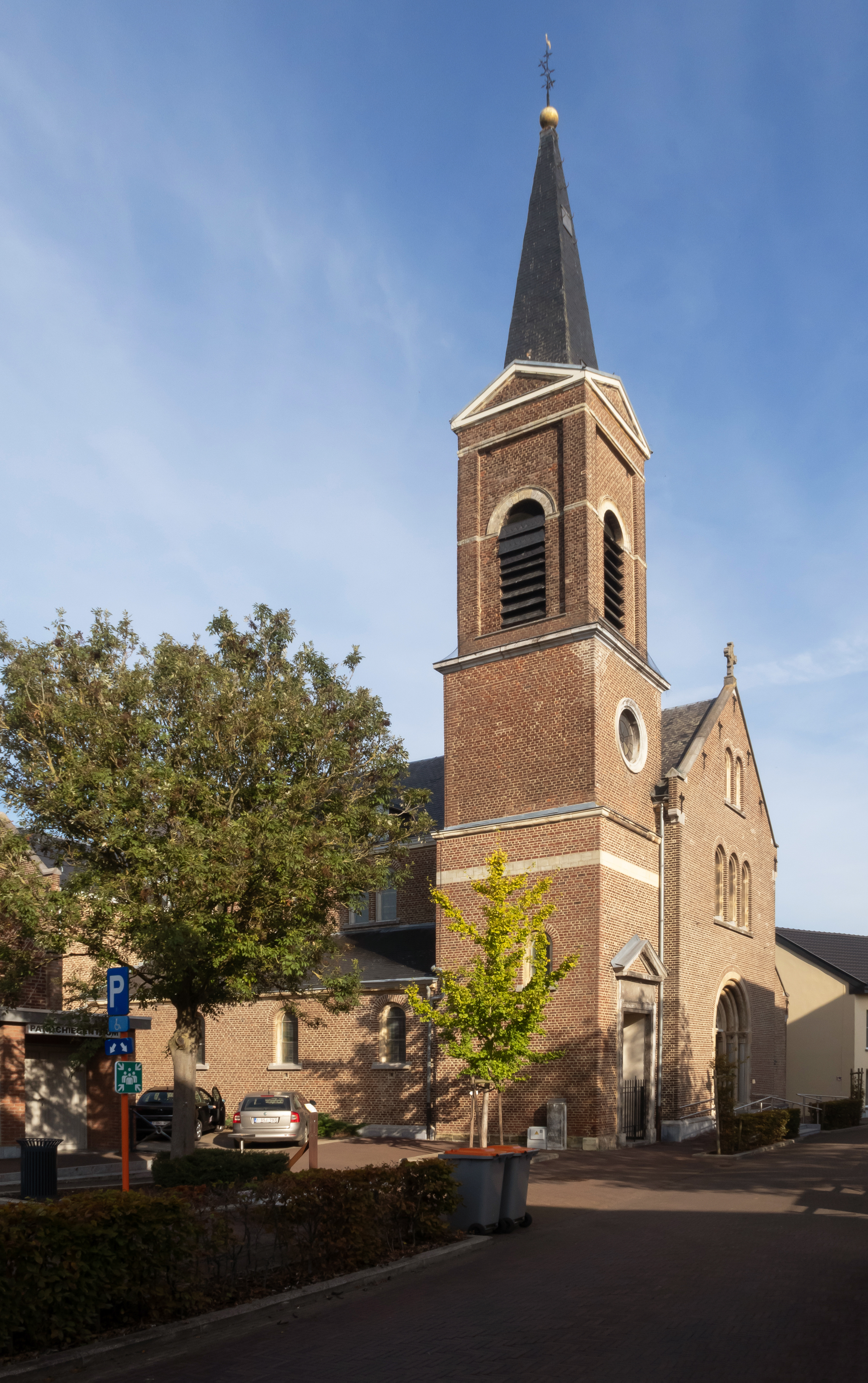
Mopertingen, Kirche: Parochiekerk Sint-Catharina
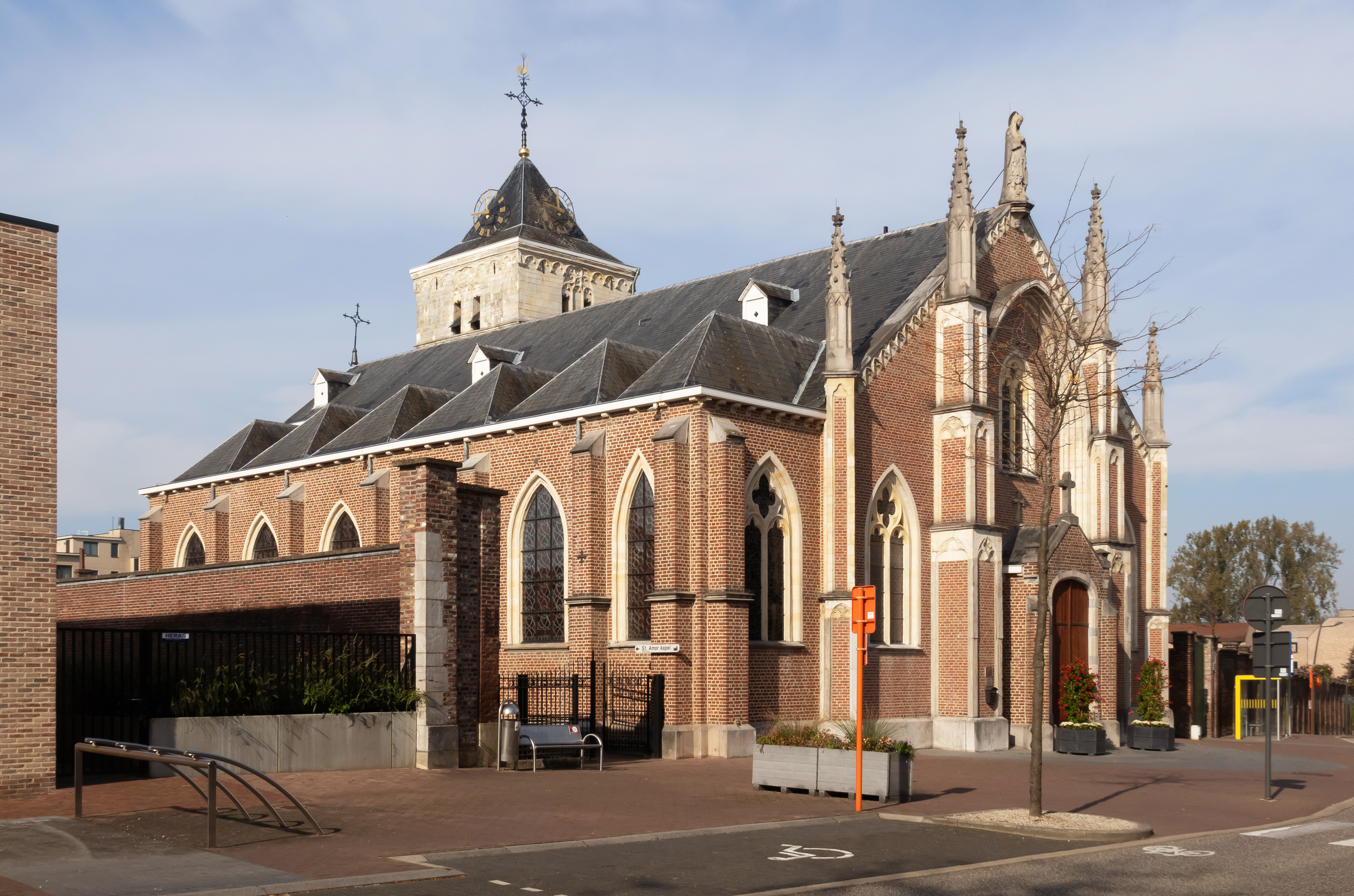
Munsterbilzen, Kirche: Parochiekerk Onze-Lieve-Vrouw-ten-Hemelopneming